# Kaffaljidhmah
Kaffaljidhmah (gamma Ceti) is een ster in het sterrenbeeld Walvis (Cetus).
De ster staat ook bekend als Al Kaff al Jidhmah.